# Teno (Maule)
Teno is een gemeente in de Chileense provincie Curicó in de regio Maule. Teno telde 28.921 inwoners in 2017 en heeft een oppervlakte van 618 km².